# شهرستان بلوکاتایسکی
شهرستان بلوکاتایسکی (به لاتین: Belokataysky District) یک شهرستان در روسیه است که در باشقیرستان واقع شده‌است.